# 山市街
山市街（英語：Sands Street）是一條香港的街道。它位於香港島堅尼地城，北接堅彌地城新海旁及城西道，途經堅彌地城海旁、吉席街及卑路乍街。在街道的南面，東面的行人路繼續向東南伸延，為一上坡的行人街道、掘頭路，有一道寬闊而陡斜的樓梯供人拾級而上，連接著「西環七臺」中的太白臺、羲皇臺、青蓮臺、桃李臺和一通往李寶龍路的巷子；而在斜坡下的行車路和行人路，則跟石山街之轉彎的形式直接連接，為一條單程的行車街道。

## 命名
山市街是以山市上校（Captain George Underhill Sands）命名。1867年，他在西環設船塢，即現時堅彌地城海旁、荷蘭街、太白臺及山市街圍繞的地段。

## 西港島綫項目
於2005年的地鐵公司西港島綫方案中，堅尼地城站於山市街有兩個出口。不過在2006年的最終定案中，該兩個出口已被取消。

### 興建扶手電梯和升降機
由於山市街與石山街交界附近，有一條長樓梯供居民上落，但該樓梯凹凸不平，雨後更令樓梯濕滑，為附近出入的居民帶來不便，並且很容易造成意外。先後民主黨和自由黨曾爭取在山市街興建扶手電梯和升降機，不過一直沒有進展。
在2007年10月，港鐵的西港島綫最新建議方案提及到港鐵公司將在石山街興建升降機連接山市街及在山市街上興建扶手電梯。
在2012年12月28日，山市街的升降機及扶手電梯正式完工及開放。

## 沿途地標
- 卑路乍灣公園
- 西環七臺

## 實景

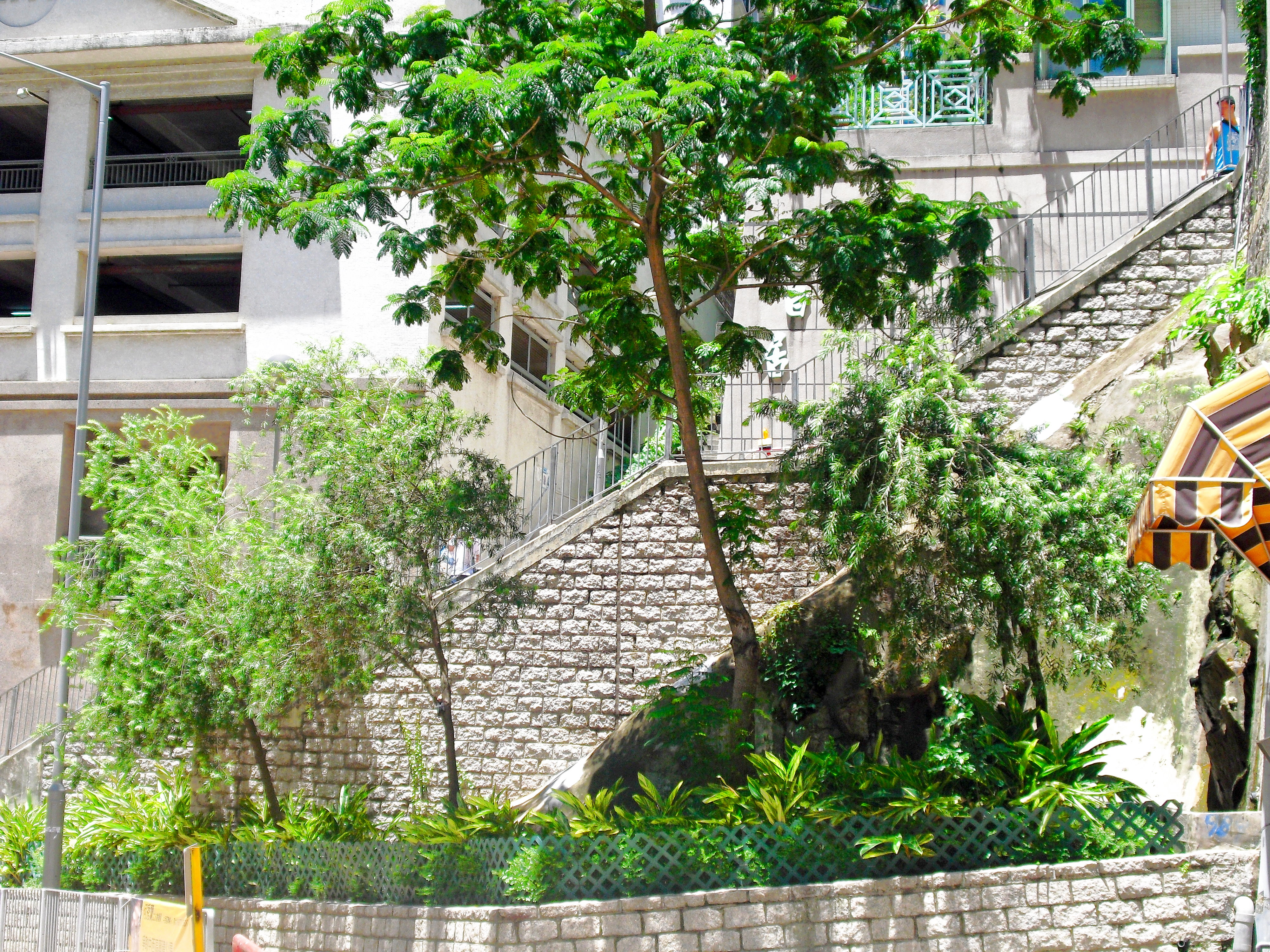
山市街的樓梯
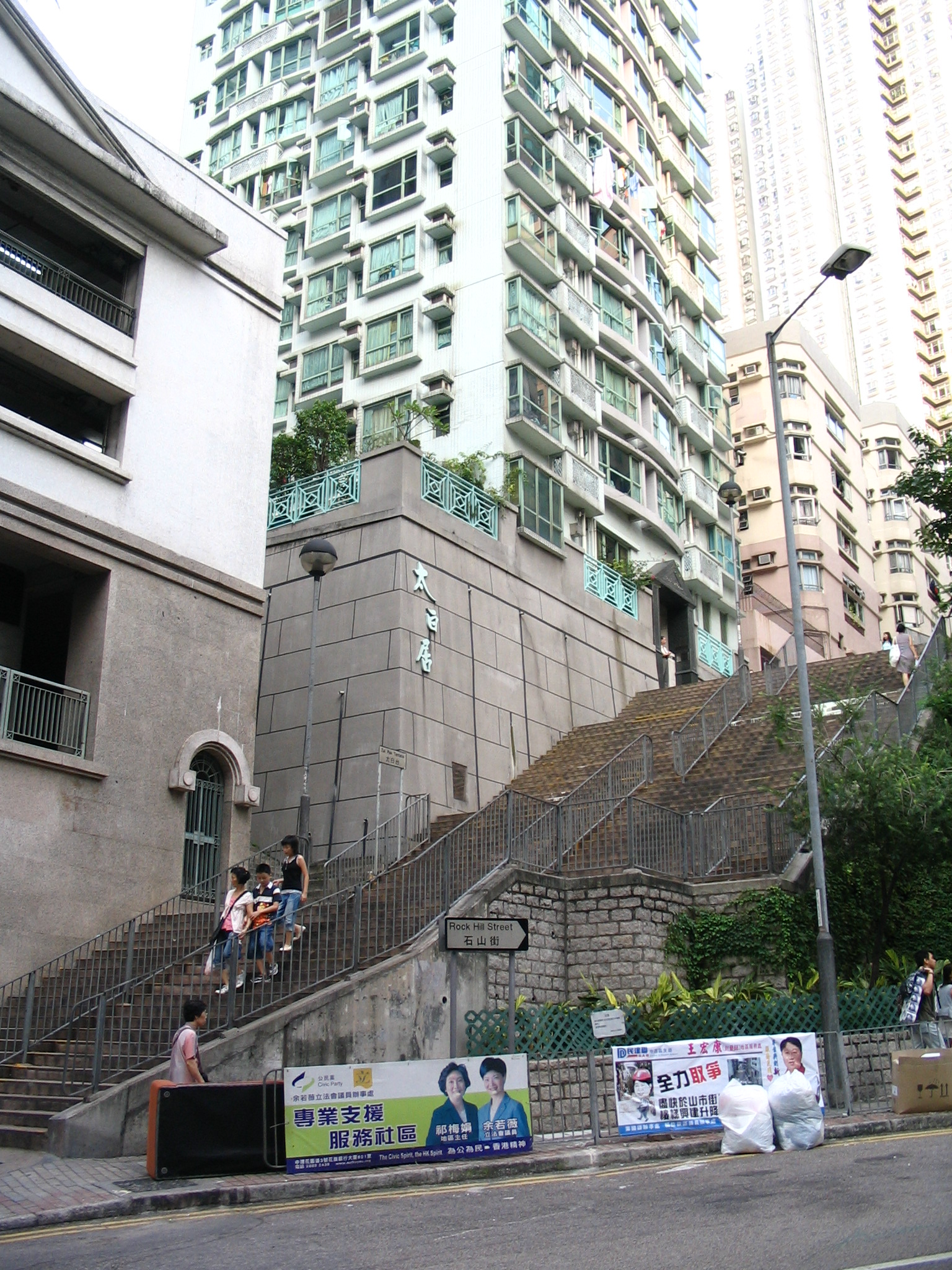
山市街（圖上）和石山街（圖下）交界
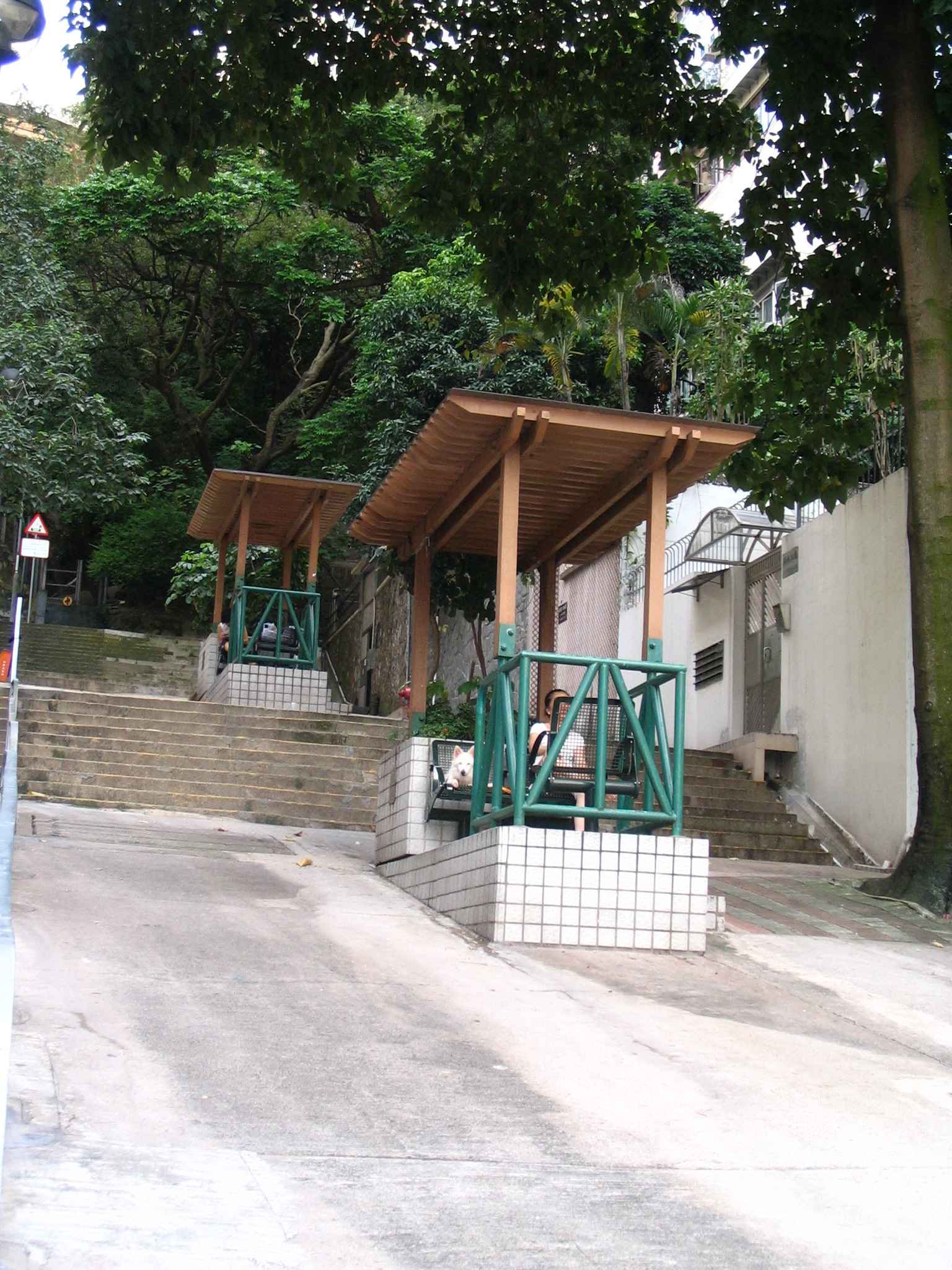
山市街上的涼亭
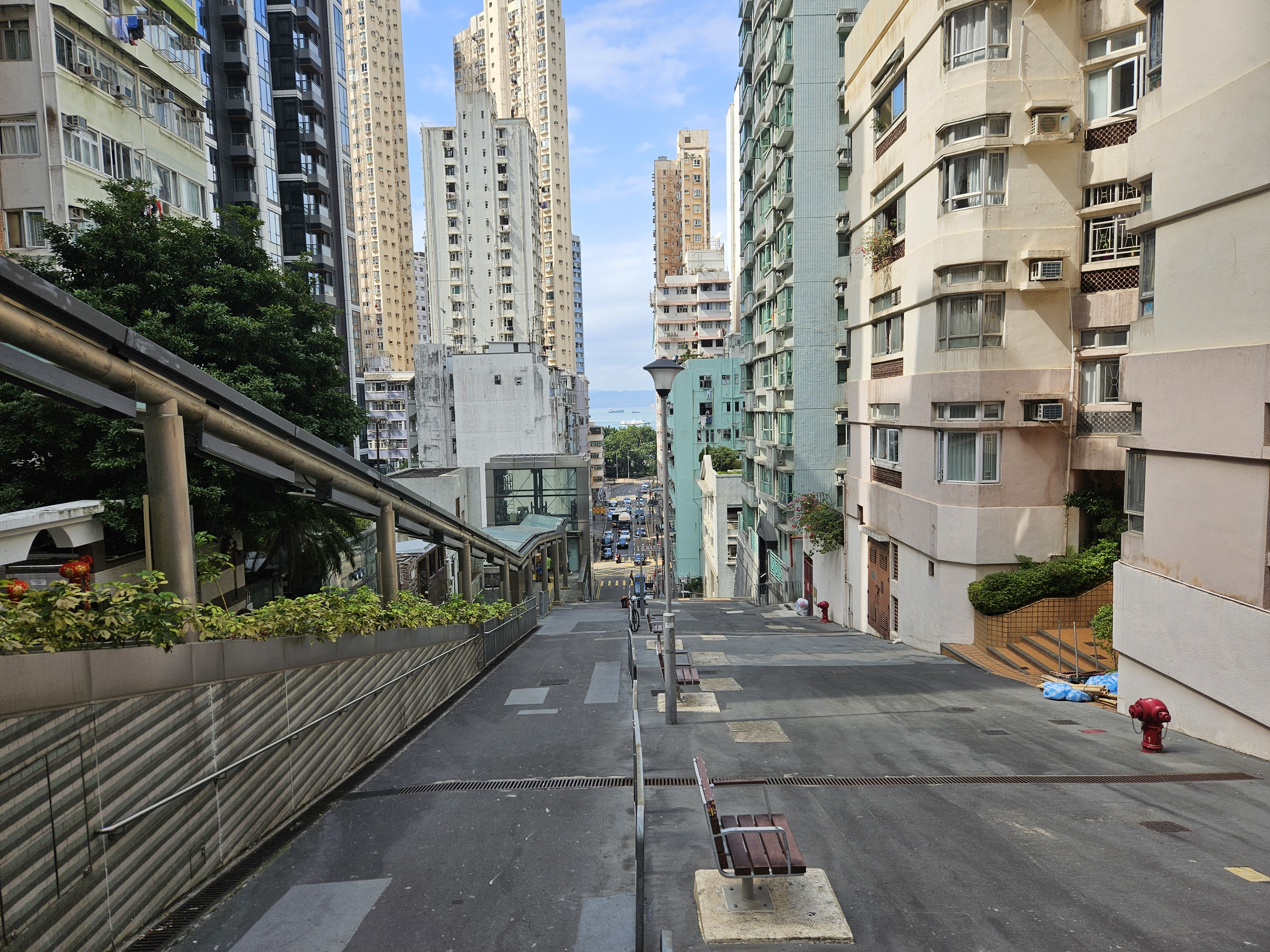
山市街上的座椅
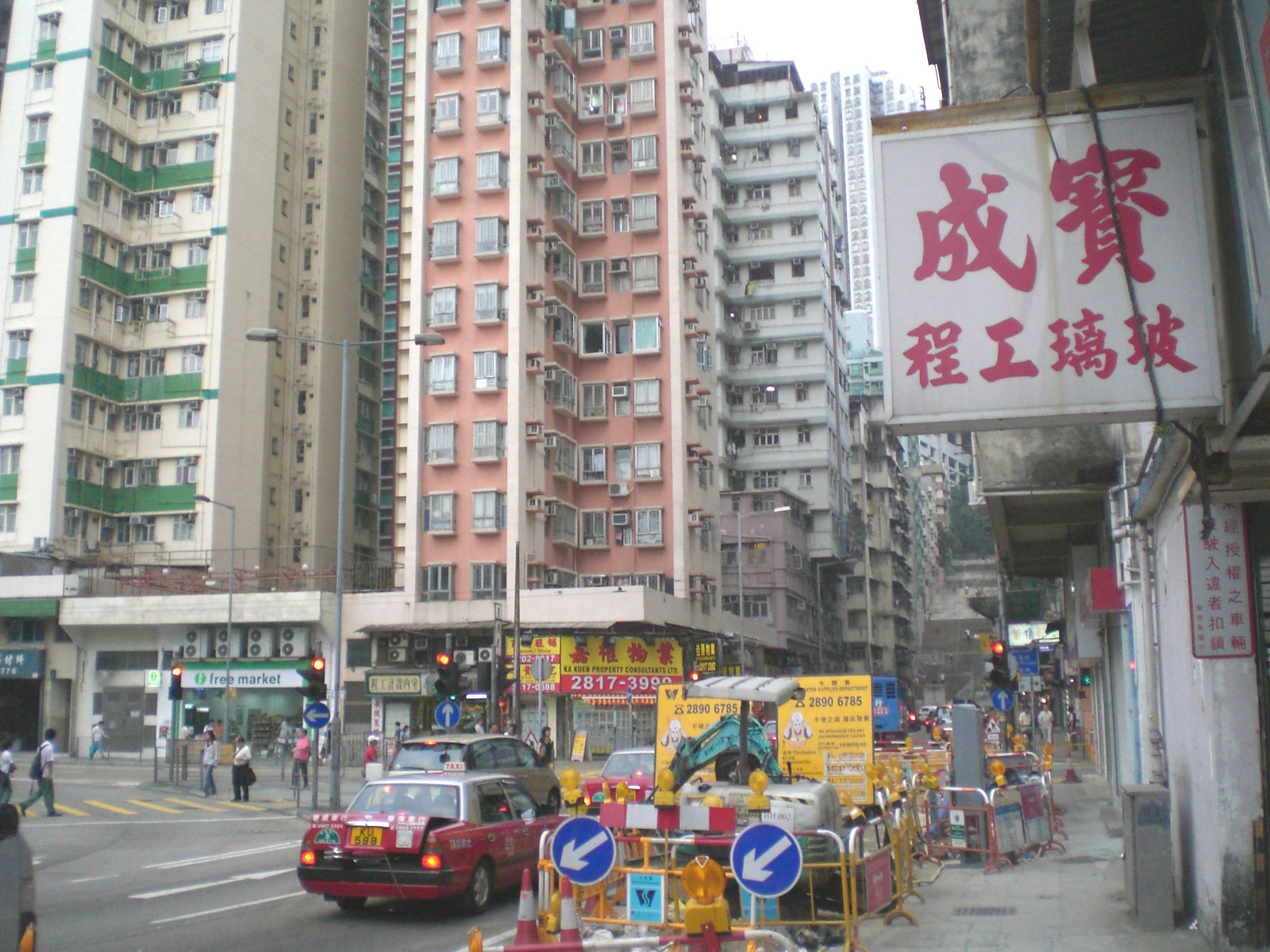
山市街的北段，向南望堅彌地城海旁
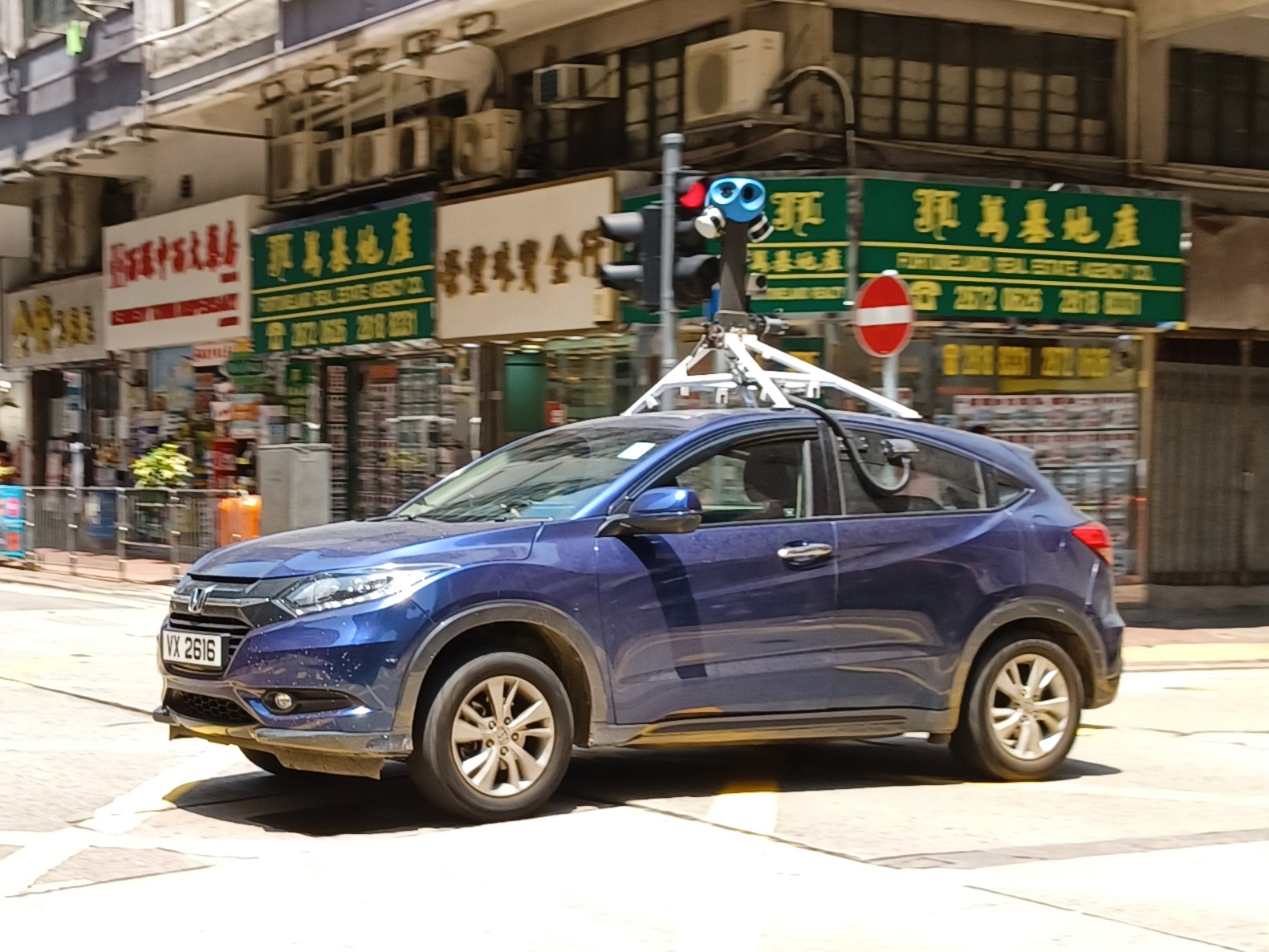
在山市街與卑路乍街交界拍攝Google街景的車輛

## 其他
Beyond樂隊的黑色迷牆專輯收錄了一同名歌曲山市街，該歌曲為電影黑色迷牆的配樂。
另外此地帶居高臨下，附近的唐樓依然保留古風，不受卑路乍街的交通噪音影響，在這裡閒遊，可感受到優雅而寧靜的氣氛，所以不少電影和電視劇曾於山市街或附近的地方取景，例如麗的電視劇變色龍。

## 站外鏈結
- 山市街地圖 （页面存档备份，存于）